# Sitalcina
Sitalcina es un género de Opiliones en la familia Phalangodidae. Existen unas 10 especies descriptas en Sitalcina.

## Especies
- Sitalcina borregoensis Briggs, 1968
- Sitalcina californica (Banks, 1893)
- Sitalcina catalina Ubick and Briggs, 2008
- Sitalcina chalona Briggs, 1968
- Sitalcina flava Briggs, 1968
- Sitalcina lobata C.J. Goodnight & M.L. Goodnight, 1942
- Sitalcina peacheyi Ubick & Briggs, 2008
- Sitalcina rothi Ubick & Briggs, 2008
- Sitalcina seca Ubick & Briggs, 2008
- Sitalcina sura Briggs, 1968